# Ganguroo
Ganguroo es un género extinto de canguro que vivió entre mediados y finales del Mioceno en Riversleigh, Australia. La relación de este género con la familia Macropodidae se encuentra bajo discusión, aunque se ha propuesto que filogenéticamente sería el taxón hermano a Macropodinae. 